# Joan B. Romeu i Canadell
Joan B. Romeu i Canadell, amb el nom religiós de Fra Domenech (Sant Pere de Riudebitlles, Alt Penedès, 11 de desembre de 1882 - Sant Pere de Riudebitlles, Alt Penedès, 27 de juliol de 1936) fou un religiós caputxí català.
Va ser missioner a Amèrica Central, treballant a Cartago, a Costa Rica, i a Managua, a Nicaragua), durant disset anys, després dels quals retornà a Catalunya l'any 1930 força malalt, i visqué la darrera etapa de la seva vida al convent dels caputxins a Manresa. Fou identificat i detingut com a eclesiàstic a casa d'uns parents on havia estat acollit, i fou assassinat el 27 de juliol de 1936.
La seva beatificació, juntament amb la de Fra Benet, de Santa Coloma de Gramenet, i Fra Josep Oriol, de Barcelona, tots tres màrtirs caputxins assassinats a Manresa l'any 1936 per la seva condició religiosa, està prevista pel 14 de novembre del 2020 a la basílica de Santa Maria de la Seu de Manresa. La missa de beatificació serà presidida pel cardenal prefecte de la Congregació per les Causes dels Sants, Monsenyor Angelo Becciu.
La beatificació de Fra Domenech i els altres dos frares caputxins és la primera dels temps moderns al bisbat de Vic, des que el papa Benet XVI va traslladar les cerimònies de beatificació a les diòcesis dels beatificats (i no a Roma) per tal d'apropar el seu testimoni a l'església local. El procés de beatificació de Fra Domènech va començar a la diòcesi de Vic el 18 d'abril del 1955, i va ser tramès a Roma l'any 1962 i prosseguit i completat entre els anys 1997 i 2005. Finalment, el 24 de gener de 2020, el papa Francesc aprovava de manera oficial la seva beatificació.